# إلسي براون
كانت إيلس براون (1909-1979) واحدة من شقيقتين لإيفا براون. ولدت إلسي في ميونيخ، وكانت الابنة الكبرى لمعلم المدرسة فريدريش «فريتز» براون والخياط فرانزيسكا «فاني» كرونبيرغر. أصبحت أخت زوجة الديكتاتور النازي أدولف هتلر بعد زواجه من إيفا في 29 أبريل 1945، قبل أقل من 40 ساعة من انتحار الزوجين معًا في 30 أبريل 1945. [1]
انتقلت براون من منزل والديها في عام 1929 وشغلت منصبًا مساعدًا لمارتن ليفي ماركس، طبيب وجراح أنف وأذن وحنجرة يهودي. تم تزويدها بغرفة في مكتب صاحب عملها، ولم يترك عمله إلا عندما قام بالاستعدادات للهجرة إلى الولايات المتحدة في عام 1937 في مواجهة اضطهاد اليهود في ألمانيا النازية. تم استبعاد الأطباء غير الآريين من المدفوعات بموجب خطة التأمين الصحي الوطنية في أبريل 1933، وكان تمرير قانون حماية الدم الألماني والشرف الألماني في عام 1937 يعني أنه هو وبراون يخاطران بالاعتقال بتهمة «تدنيس العرق». [2] ألغيت رخصة ماركس لممارسة الطب في عام 1938 وتم نفيه في أبريل 1939. ألغيت شهادة الدكتوراه في أكتوبر 1939 ؛ كان قد هاجر بالفعل إلى الولايات المتحدة بحلول ذلك الوقت. صرحت براون بعد الحرب أنها وإيفا حاولا التوسط لصالحه دون جدوى.